# Église Saint-Joseph-Artisan de Paris
Pour les articles homonymes, voir Église Saint-Joseph-Artisan de Birkirkara et Église Saint-Joseph.
L'église catholique Saint-Joseph-Artisan est située au 214 rue La Fayette dans le quartier de l'Hôpital-Saint-Louis du 10e arrondissement de Paris. Il s'agit d'une chapelle  du XIXe siècle qui est devenue paroisse en 1958.

## Situation

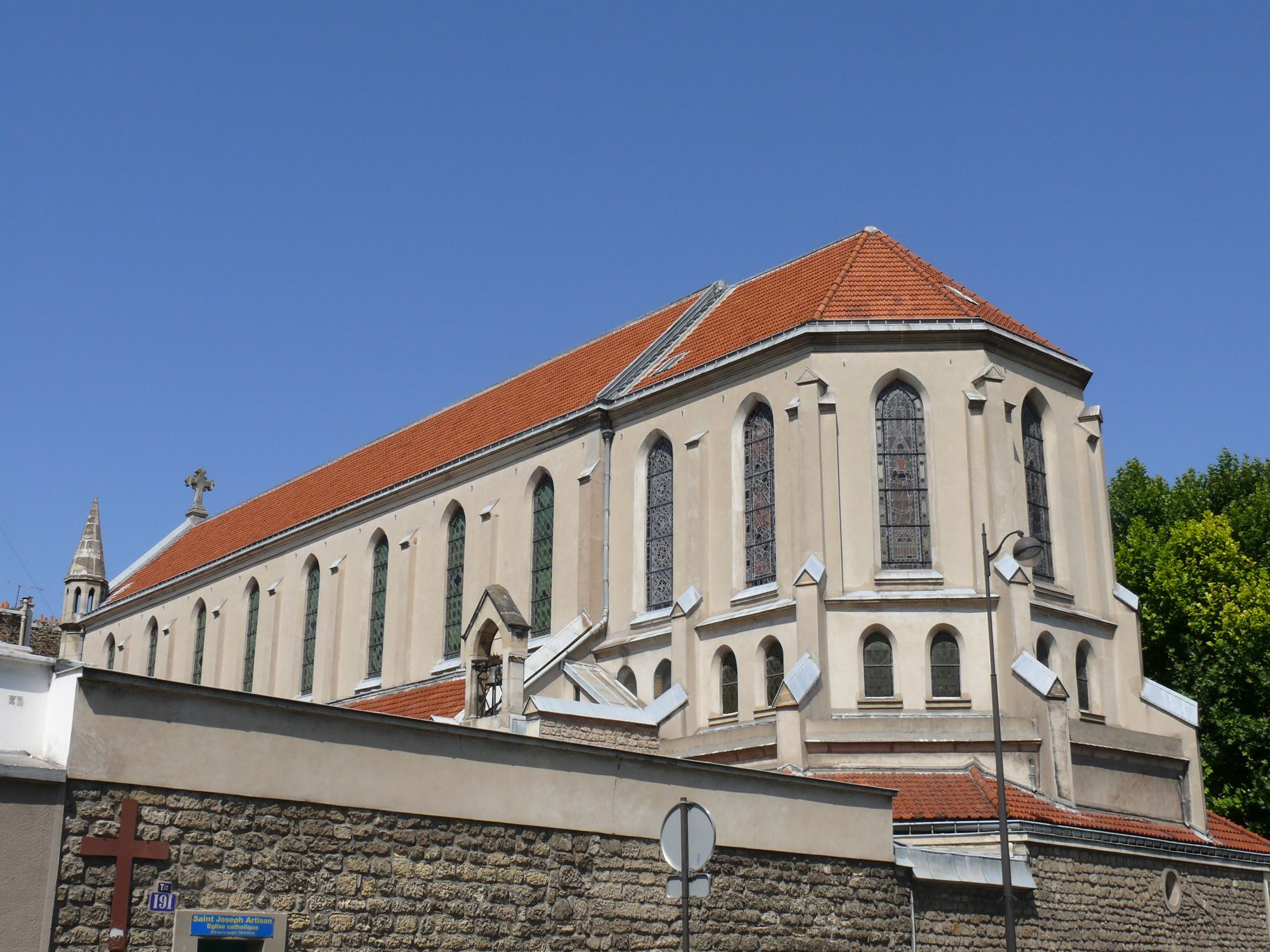
Chevet de l'église.

L'église Saint-Joseph-Artisan est érigée au sein d'un pâté de maisons. Côté nord-ouest, elle est en retrait et non visible depuis la rue La Fayette, car séparée de celle-ci par l'immeuble du numéro 214 de cette artère (c'est aussi l'adresse de l'église). Depuis cette rue, il faut franchir le porche de ce bâtiment et en traverser le rez-de-chaussée avant d’accéder à l'édifice religieux, dont la façade est située derrière lui. Côté sud-est, le chevet de l'église est cependant visible depuis le quai de Valmy, jouxtant directement la voirie de celui-ci. Des services paroissiaux de l'église sont accessibles depuis ce côté.

## Histoire
La chapelle est construite en 1865-1866 par l'architecte Lucien Douillard à qui l'on doit notamment l'église Saint-André-de-l'Europe (8e arrt de Paris).
Elle fut bénie solennellement le 22 avril 1866 par le curé de la paroisse Saint-Laurent dont elle dépendait à l'époque. Entre cette date et 1925, elle portait le nom de Saint-Joseph-des-Allemands et appartenait à la Mission allemande de Paris créée en 1851 à l'initiative de la Compagnie de Jésus. L'animation de l'église fut confiée à cette congrégation jusqu'en 1925 avant qu'une autre congrégation ne s'installe : les Prêtres du Sacré-Cœur de Saint-Quentin, surnommés les Dehoniens du nom de leur fondateur. En 1958, l'église fut cédée à l'archidiocèse de Paris . C'est la raison pour laquelle elle n'est pas soumise au régime de la loi de 1905. Depuis 1991, l'église est confiée à des prêtres diocésains.
En 1871, elle subit des dommages causés par des tirs d'artillerie de communards. Lors de la Première Guerre mondiale, en 1918, une bombe de la Grosse Bertha a failli détruire l'église. Elle vint se ficher dans la cour sans exploser juste derrière la statue de saint Joseph qui y demeure toujours.

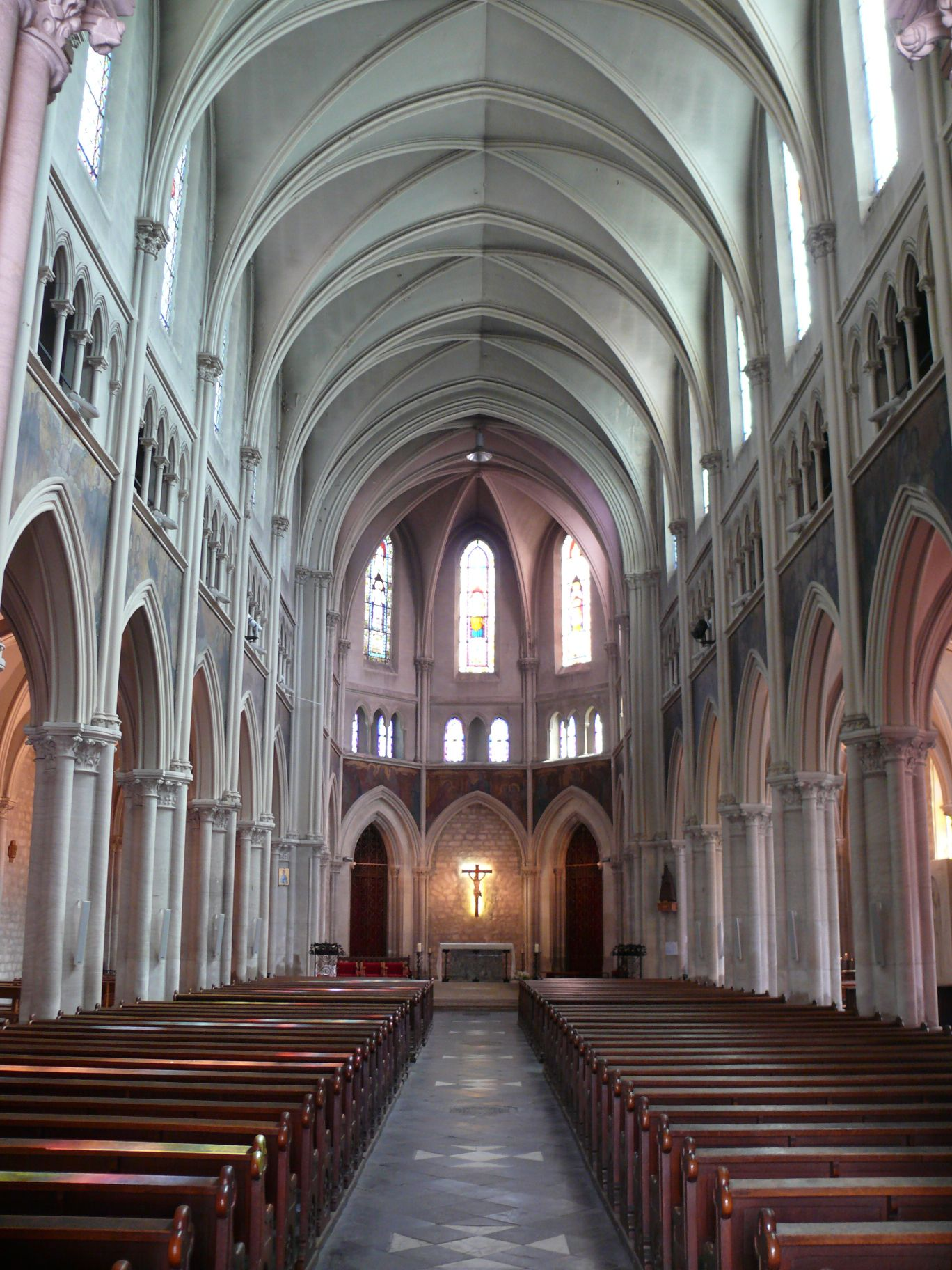
Nef de l'église.

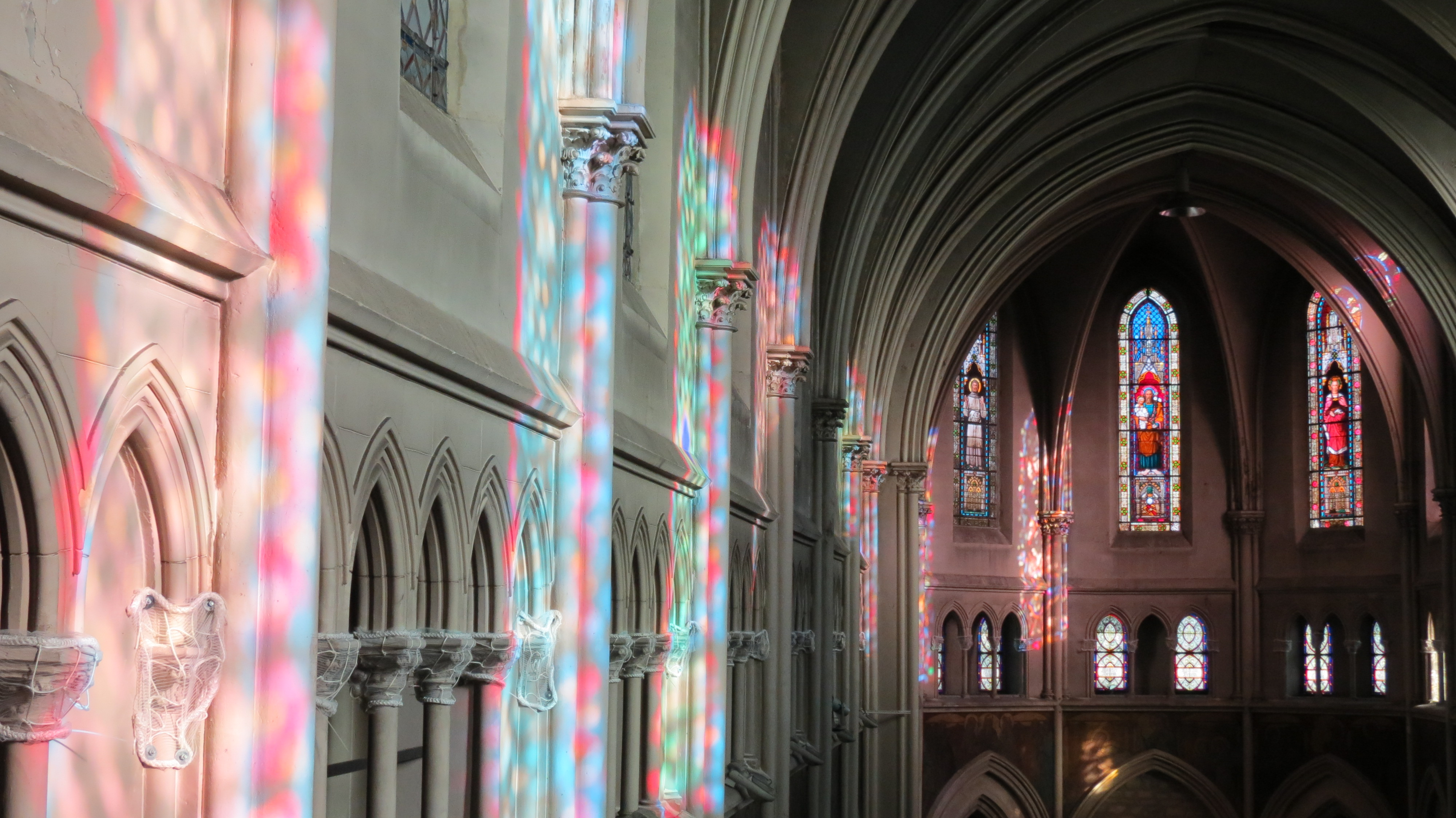
Jeux de lumière sur les colonnes élevées.

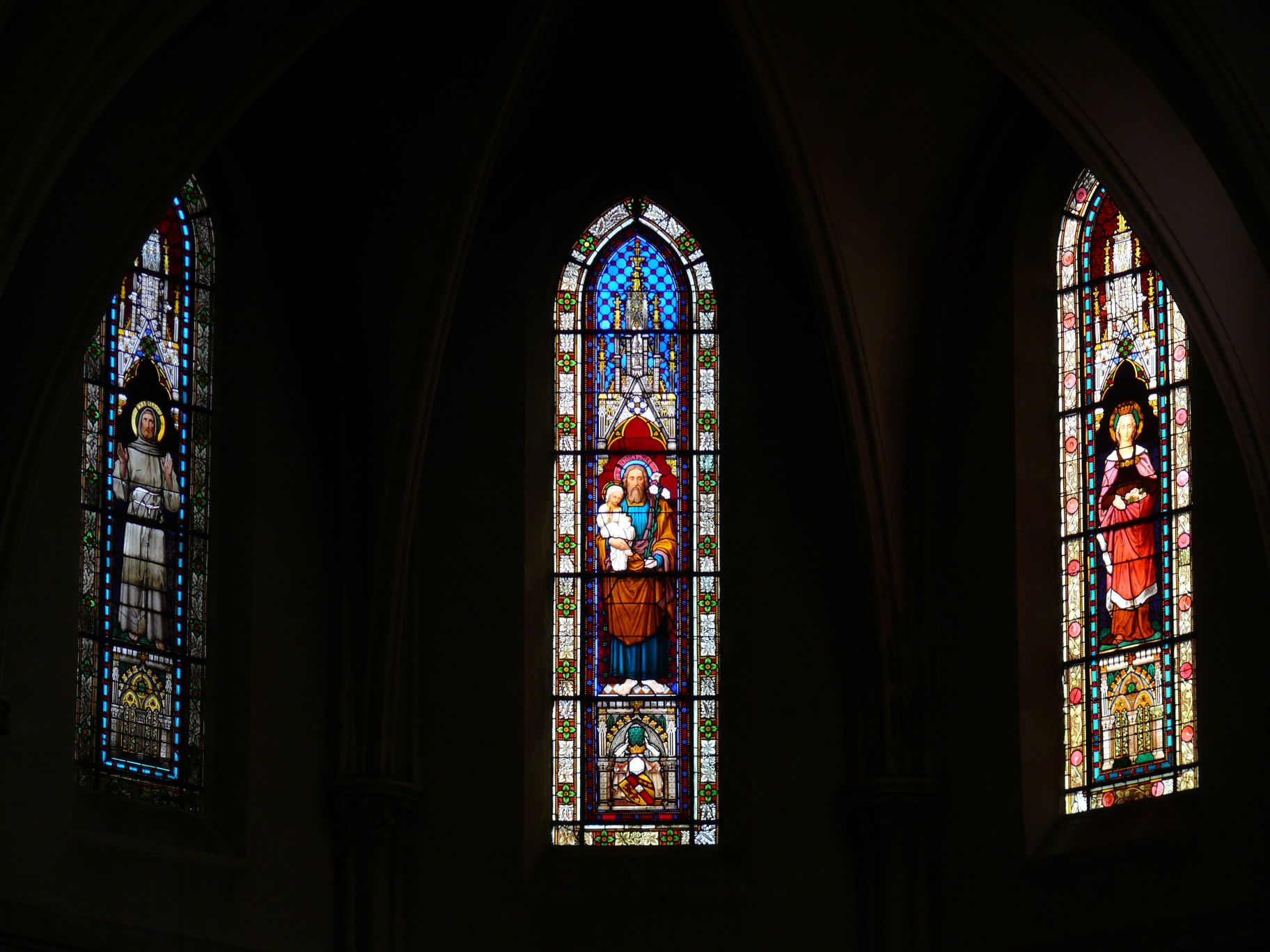
Vitraux principaux du chœur représentant saint François d'Assise, Saint Joseph et sainte Élisabeth de Hongrie.

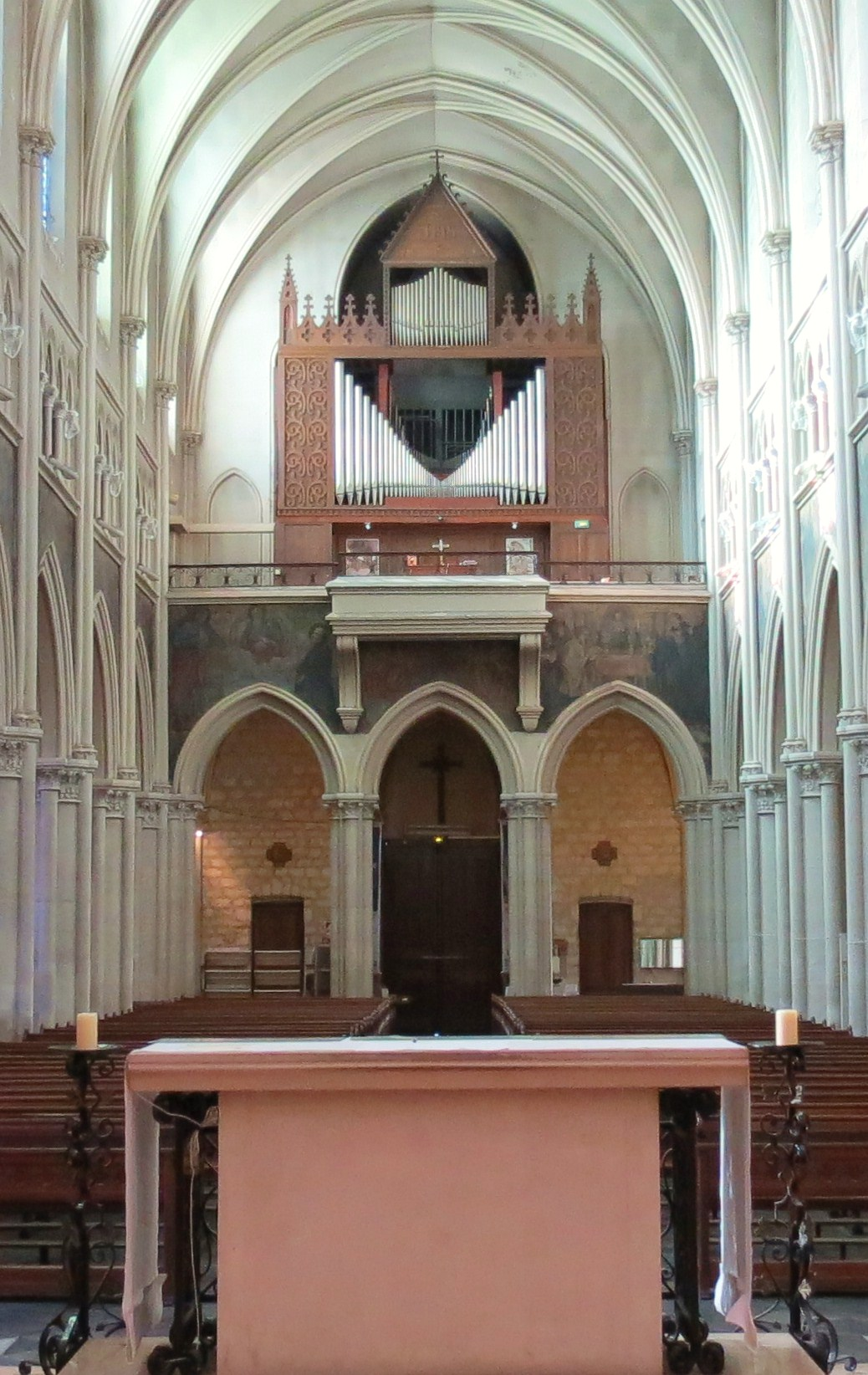
Autel, Nef et orgue.

Saint André Bauer (1866-1900), originaire de Guebwiller, un des 120 martyrs de Chine canonisés par Jean-Paul II en l'an 2000, fréquenta l'église au milieu des années 1880. C'est là qu'il reçut sa vocation de franciscain avant d'être massacré pour sa foi chrétienne lors de la révolte des Boxers en 1900 qui fit 30 000 victimes.
Le fameux abbé Franz Stock (1904-1948), aumônier des prisons allemandes, fréquenta l'église entre 1934 et 1944.
En 1998, les restes du vénérable Frère Alpert (Chrétien Motsch), frère des Écoles chrétiennes, ancien directeur de la Mission Saint-Joseph, mort à Paris un siècle plus tôt, y sont transférés.
En 2016, pour les 150 ans de sa construction l'église est finalement consacrée par Mgr André Vingt-Trois,.

## Vitraux
Les trois vitraux principaux du chœur ont été offerts par l'empereur François-Joseph d'Autriche (1830-1916), lors de son passage à Paris en 1867. Ils représentent les saints patrons du couple impérial : saint François et saint Joseph respectivement à gauche et au centre, et sainte Élisabeth de Hongrie, patronne de l'impératrice Sissi.
Sur le bas-côté droit, sont disposés cinq vitraux réalisés en 2005 par Kim En Joong, artiste dominicain de nationalité coréenne.

## Peintures
Tout le long de la nef de l'église ainsi que sous la tribune d'orgue et dans le chœur, sont disposées une succession de vingt-quatre peintures sur toile marouflée réalisées par un jésuite, le père Adolphe Vasseur entre 1897 et 1901. Elles constituent une remarquable catéchèse en image pour la population du quartier ainsi qu'une représentation des saints et bienheureux de l'ordre des Jésuites.
Autour du chœur, sept peintures racontent la vie de saint Joseph. La peinture centrale qui se voit dans le prolongement de l'allée centrale au-dessus du maître-autel représente le Christ bénissant son père saint Joseph en train de passer de ce monde au Père. Ce thème apocryphe très original rend compte du fait que saint Joseph est reconnu dans l'Église catholique comme le saint patron de la bonne mort. En effet, il aurait eu le privilège de mourir en présence de Jésus et de Marie à ses côtés. Sur les dix-sept autres toiles, celle de la nef, sont représentés pas moins de 44 saints ou bienheureux Jésuites.

## L'orgue
L'église possède un orgue dès sa construction. Il a été remanié en 1966 par Danion-Gonzalez. Il se compose de deux claviers de cinquante-six notes et pédalier de trente notes, de transmissions électriques, et de vingt-six jeux (dix-neuf réels).
Au XIXe siècle, le titulaire le plus célèbre fut Georges Schmitt (1821-1900), élève d'Hector Berlioz et professeur de César Franck. Cet organiste, titulaire de l'orgue de l'église Saint-Germain-des-Prés puis de celui de Saint-Sulpice, décida ensuite de servir le culte de ses compatriotes de langue allemande dans cette église. Aux XXe et XXIe siècles, un des titulaires fut M. Jacques Amade, né en 1963.

## Animation religieuse de la paroisse
Depuis septembre 2006, l'animation de la paroisse a été confiée à la Communauté de l'Emmanuel par l'archevêque de Paris Mgr André Vingt-Trois. Cette communauté, qui a participé à faire redécouvrir l'Adoration eucharistique et l'évangélisation directe, est née en 1972 à Paris à partir d'un groupe de prière animé par Pierre Goursat et Martine Lafitte-Catta.